# Rossano Rossi
Rossano Rossi (Arezzo, 13 aprile 1964) è un fumettista italiano.

## Biografia
Esordì come disegnatore di fumetti alla fine degli anni ottanta con diverse storie autoconclusive pubblicate su riviste come Intrepido, Splatter, Blitz e Ramba. Nei primi anni novanta iniziò a collaborare con la Sergio Bonelli Editore realizzando storie a fumetti delle serie Mister No, Zona X e poi Jonathan Steele e Nick Raider e, alla chiusura delle serie, della serie western Tex.